# Montot (Côte-d’Or)
Montot – miejscowość i gmina we Francji, w regionie Burgundia-Franche-Comté, w departamencie Côte-d’Or.
Według danych na rok 1990 gminę zamieszkiwało 199 osób, a gęstość zaludnienia wynosiła 26 osób/km² (wśród 2044 gmin Burgundii Montot plasuje się na 712. miejscu pod względem liczby ludności, natomiast pod względem powierzchni na miejscu 1065.).